# UBS
UBS AG (United Bank of Switzerland) je najveća švicarska banka, sa sjedištima u Zürichu i Baselu.

## Vanjske poveznice
- stranica UBS banke